# Mikkel Korsbjerg
Mikkel Korsbjerg (* 23. Juli 1976) ist ein ehemaliger dänischer Squashspieler. 

## Karriere
Mikkel Korsbjerg spielte von 1997 bis 2004 auf der PSA World Tour und gewann in diesem Zeitraum auf dieser einen Titel. Seine höchste Platzierung in der Weltrangliste erreichte er mit Rang 48 im Mai 2003. Er wurde zwischen 2001 und 2005 viermal dänischer Landesmeister. Mit der dänischen Nationalmannschaft nahm er 1995, 1999 und 2001 an der Weltmeisterschaft teil, ebenso mehrfach an Europameisterschaften. Im Einzel stand er 2002 das einzige Mal im Hauptfeld der Weltmeisterschaft und schied in der ersten Runde aus.
Sein Zwillingsbruder Mads Korsbjerg war ebenfalls Squashspieler.

## Erfolge
- Gewonnene PSA-Titel: 1
- Dänischer Meister: 4 Titel (2001, 2002, 2004, 2005)